# Zarghun Shahr
Zarghun Shahr (persiska: زرغون شهر) är en ort i Afghanistan. Den ligger i provinsen Paktika, 200 kilometer sydväst om huvudstaden Kabul. Antalet invånare är cirka 13 700.
Zarghun Shahr är administrativ huvudort för distriktet med samma namn, Zarghun Shahr.